# Piccarda Donati

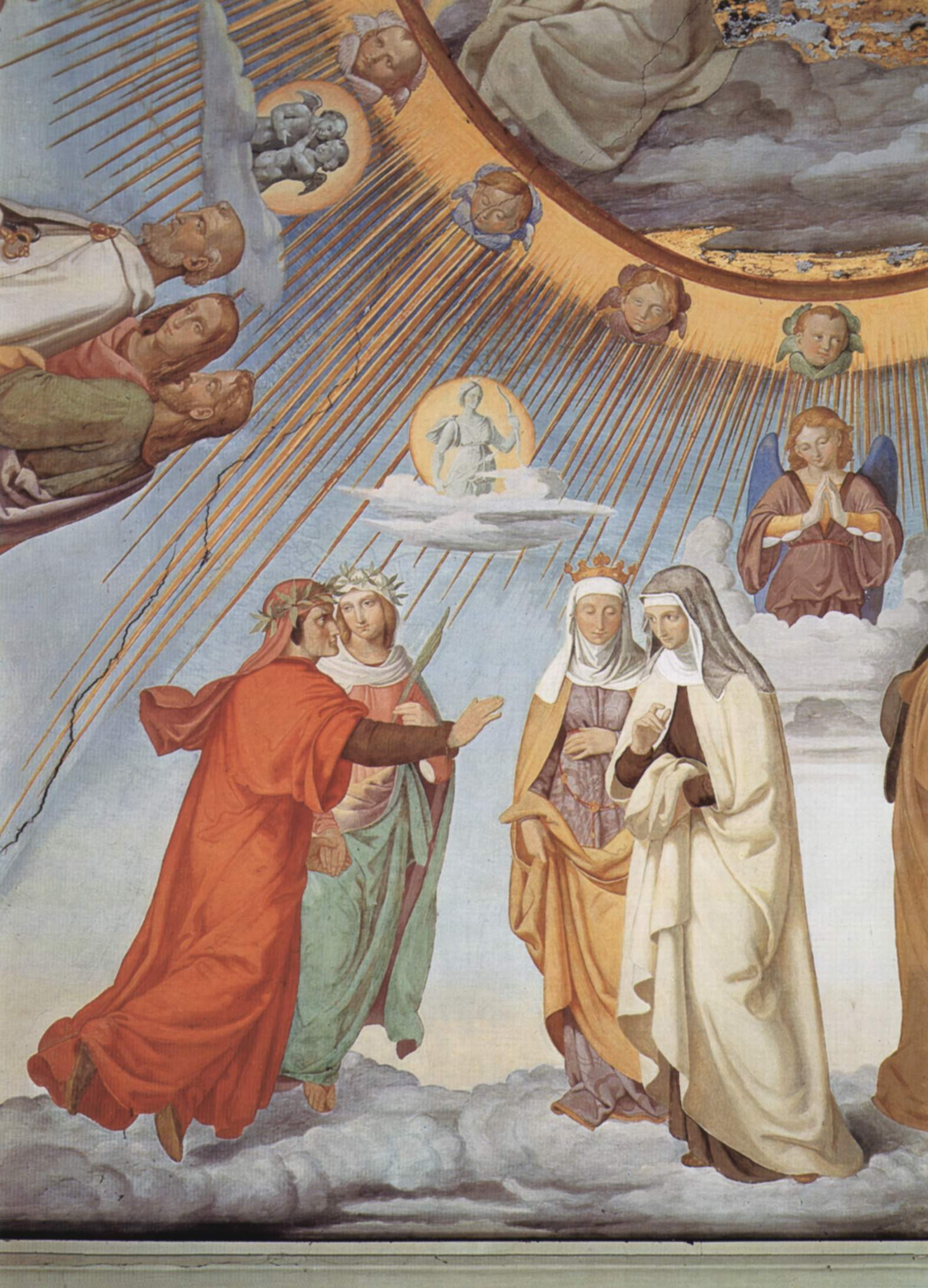
Dante con Beatrice incontra Piccarda e Costanza nel III Canto del Paradiso

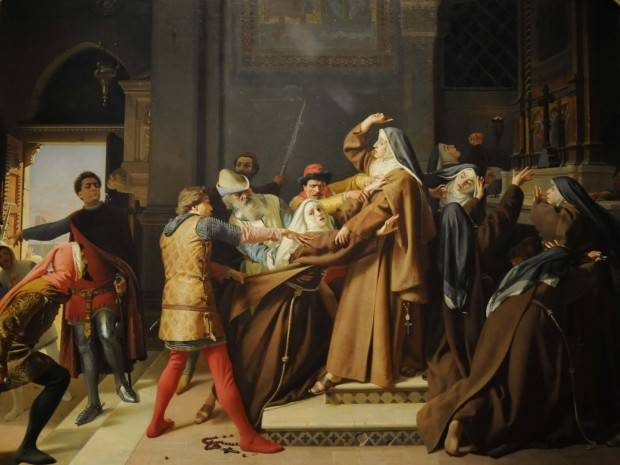
Raffaello Sorbi, Piccarda Donati fatta rapire dal convento di Santa Chiara dal fratello Corso

Piccarda Donati (Firenze, metà XIII secolo – Firenze, fine XIII secolo) è stata una nobildonna e religiosa italiana.

## Biografia
Piccarda, fatta uscire con la forza dal convento dell'Ordine delle Clarisse nel quale aveva scelto di rinchiudersi prendendo come sposo Cristo, fu costretta dal fratello Corso Donati, tra il 1283 e il 1293, a sposare un ricco rampollo, Rossellino della Tosa, uno dei Neri più facinorosi. Si dice che provvidenzialmente morì di lebbra prima che le nozze fossero consumate, ma si suppone sia solamente una leggenda.
Piccarda è il primo personaggio che Dante incontra nel Paradiso (c. III, sebbene venga citata da suo fratello Forese anche in Pg XXIV) e si può dire che ella racchiuda in sé gli elementi di fondo dell'intera cantica, quali l'ordine, la carità e la grazia di Dio. La donna diventa il mezzo attraverso cui Dante capta importanti notizie sulle caratteristiche delle anime beate: esse, pur essendo disposte in diversi cerchi concentrici a seconda della loro maggiore o minore vicinanza a Dio, non provano sentimenti di invidia e non desiderano altro al di fuori di ciò che hanno, in quanto tutto è voluto da Dio ed è nella volontà di Dio che loro trovano la pace. Piccarda Donati narra anche la vicenda di Costanza d'Altavilla, madre di Federico II di Svevia, costretta secondo una leggenda a rinunciare come lei ai suoi voti per sposare Enrico VI. All'interno dell'opera trova spesso confronto con altre due figure femminili: Francesca da Rimini e Pia de' Tolomei.
Della vita di Piccarda non sappiamo niente di più di quanto ci riferisce Dante. Trapela dalle sue parole rivolte a Dante lo strazio della violenza subita, essa resta sullo sfondo, eppure se ne percepisce l’eco, lei, votata a Santa Chiara, nel cuore si è sempre sentita legata ai voti fatti, e questo l’ha salvata. Anche lo spirito vicino a lei, Costanza d’Altavilla, che aveva scelto in segreto la vita monastica, ha subito la stessa violenza: fu costretta a sposare l’imperatore Enrico VI, cui diede un figlio, Federico II di Svevia. Dante chiede a Beatrice come mai l’inadempimento di un voto a causa della violenza subita tolga meriti, tema posto dalla stessa Piccarda quando dice che più alti meriti pongono Santa Chiara in un cielo più alto, mentre ella, pur sua fedele seguace, si trova nel cielo più basso. Beatrice risponde segnando la sottile differenza tra volontà relativa e volontà assoluta. Esse, possiamo dedurre, sono state complici della violenza non nel momento in cui l’hanno subita, ma quando l’hanno accettata come condizione di vita. Marco Santagata ricostruisce le responsabilità dei familiari di Piccarda nel costringerla al matrimonio: 
Piccarda e Costanza hanno vissuto nell’ossequio ai doveri imposti dal loro status sociale. Attraverso il dialogo con Piccarda Donati, Dante dà a questo tema le risposte che il suo tempo gli suggerisce, ma pone comunque il tema di una libertà di scelta che avrebbe potuto essere compiuta e che non fu compiuta, e anche per questo egli si mostra conoscitore dell’animo femminile, ma non fino al punto, pur lui così innovatore, da rovesciare i canoni interpretativi dei comportamenti della donna nel suo tempo. È evidente che Dante leggendo tutto in un’ottica provvidenziale, assorbe la violenza dentro il disegno divino, ma questo non sminuisce l’intuizione che la violenza dell’uomo non contamini l’innocenza della donna che la subisce.